# Diócesis de Šibenik
La diócesis de Šibenik (en latín: Dioecesis Sebenicen(sis) o Sibenicen(sis) y en croata: Šibenska biskupija) es una circunscripción eclesiástica latina de la Iglesia católica en Croacia, sufragánea de la arquidiócesis de Split-Makarska. La diócesis tiene al obispo Ranko Vidović como su ordinario desde el 4 de marzo de 2021. 

## Territorio y organización
La diócesis tiene 3300 km² y extiende su jurisdicción sobre los fieles católicos de rito latino residentes en mayormente el condado de Šibenik-Knin y una parte menor del condado de Split-Dalmacia.
La sede de la diócesis se encuentra en Šibenik, en donde se halla la Catedral de Santiago.
En 2020 en la diócesis existían 74 parroquias.

## Historia
La diócesis de Sebenico (nombre en italiano de Šibenik) fue erigida por el papa Bonifacio VIII el 1 de mayo de 1298 con la bula Sacrosancta Romana, obteniendo el territorio de la diócesis de Traù. Originalmente era sufragánea de la arquidiócesis de Spalato.
El 30 de junio de 1828, con la bula Locum beati Petri del papa León XII, se amplió el territorio de la diócesis, que incorporó la diócesis suprimida de Scardona, así como 11 parroquias de la diócesis de Traù, también suprimida, y 1 parroquia de la diócesis de Split; al mismo tiempo Šibenik se hizo sufragánea de la arquidiócesis de Zadar. La bula entró en vigor en 1830.
El 27 de julio de 1969 se restableció la provincia eclesiástica de Split-Makarska, de la que Šibenik volvió a ser sufragánea.

## Estadísticas
De acuerdo al Anuario Pontificio 2021 la diócesis tenía a fines de 2020 un total de 92 836 fieles bautizados.
| Año                                                                             | Población            | Población | Población      | Sacerdotes | Sacerdotes    | Sacerdotes    | Bautizados por sacerdote | Diáconos permanentes | Religiosos | Religiosos | Parroquias |
| Año                                                                             | Bautizados católicos | Total     | % de católicos | Total      | Clero secular | Clero regular | Bautizados por sacerdote | Diáconos permanentes | Varones    | Mujeres    | Parroquias |
| ------------------------------------------------------------------------------- | -------------------- | --------- | -------------- | ---------- | ------------- | ------------- | ------------------------ | -------------------- | ---------- | ---------- | ---------- |
| 1950                                                                            | 120 700              | 145 000   | 83.2           | 79         | 49            | 30            | 1527                     |                      | 32         | 71         | 61         |
| 1969                                                                            | 136 784              | 191 633   | 71.4           | 84         | 36            | 48            | 1628                     |                      | 53         | 142        | 60         |
| 1980                                                                            | 142 153              | 191 586   | 74.2           | 98         | 35            | 63            | 1450                     |                      | 67         | 134        | 72         |
| 1990                                                                            | 141 783              | 178 393   | 79.5           | 87         | 31            | 56            | 1629                     |                      | 59         | 121        | 72         |
| 1999                                                                            | 127 530              | 131 224   | 97.2           | 97         | 34            | 63            | 1314                     |                      | 65         | 89         | 73         |
| 2000                                                                            | 129 430              | 133 586   | 96.9           | 101        | 35            | 66            | 1281                     |                      | 69         | 87         | 73         |
| 2001                                                                            | 130 212              | 135 823   | 95.9           | 102        | 34            | 68            | 1276                     |                      | 72         | 91         | 73         |
| 2002                                                                            | 130 026              | 137 856   | 94.3           | 103        | 34            | 69            | 1262                     |                      | 73         | 92         | 73         |
| 2003                                                                            | 131 095              | 138 115   | 94.9           | 101        | 34            | 67            | 1297                     |                      | 70         | 91         | 74         |
| 2004                                                                            | 110 500              | 121 600   | 90.9           | 102        | 36            | 66            | 1083                     |                      | 68         | 90         | 74         |
| 2010                                                                            | 103 046              | 123 189   | 83.6           | 87         | 39            | 48            | 1184                     |                      | 49         | 89         | 74         |
| 2014                                                                            | 96 980               | 113 464   | 85.5           | 87         | 39            | 48            | 1114                     |                      | 49         | 88         | 85         |
| 2017                                                                            | 92 956               | 114 723   | 81.0           | 86         | 38            | 48            | 1080                     |                      | 49         | 84         | 74         |
| 2020                                                                            | 92 836               | 101 161   | 91.8           | 79         | 31            | 48            | 1175                     |                      | 49         | 73         | 74         |
| Fuente: Catholic-Hierarchy, que a su vez toma los datos del Anuario Pontificio. |                      |           |                |            |               |               |                          |                      |            |            |            |

## Episcopologio
- Martino Arbesano, O.F.M. † (1298-1319 falleció)
- Crisogono Fanfoni † (1319-1340)
- Tolon de Tolono † (circa 1340-1344 falleció)
- Bonifacio † (6 de febrero de 1344- 19 de julio de 1357 nombrado obispo de Ossero)
- Matteo Cernota † (19 de julio de 1357-? falleció)
- Bonifacio de Ravenna † (1380-?)
- Dompnius † (13 de abril de 1388-?)
- Antonio Da Ponte † (16 de abril de 1391-27 de febrero de 1402 nombrado obispo de Concordia)
- Deodato Bogdano Pulsich † (27 de febrero de 1402-? falleció)
- Giorgio Sisgorich, O.P. † (15 de abril de 1437-?)
- Urbano Vignaco † (26 de julio de 1454-1468 o 1470 falleció)
- Luca de Tollentis † (18 de agosto de 1470-1491 falleció)
- Francesco Quirini † (11 de abril de 1491-1495 nombrado obispo de Craina)
- Bartolomeo Bonini † (5 de agosto de 1495-1512 falleció)
- Giovanni Stafileo † (1512-22 de julio de 1528 falleció)
- Giovanni Lucio Stafileo † (31 de julio de 1528-1557 falleció)
- Girolamo Savorgnano † (9 de agosto de 1557-1573 renunció)
- Luca Spingaroli, O.P. † (23 de junio de 1573-1589 falleció)
- Vincenzo Bassi † (27 de febrero de 1589- 25 de mayo de 1598 nombrado obispo de Andria)
- Vincenzo Arrigoni, O.P. † (18 de agosto de 1598-octubre de 1626 falleció)
- Giovanni Paolo Savio † (5 de julio de 1627-29 de mayo de 1628 nombrado obispo de Feltre)
- Giovanni Tommaso Malloni, C.R.S. † (5 de junio de 1628-26 de junio de 1634 nombrado obispo de Belluno)
- Luigi Marcello, C.R.S. † (17 de septiembre de 1635-15 de diciembre de 1653 nombrado obispo de Pola)
- Natale Carideo † (23 de marzo de 1654-abril de 1676 falleció)
- Gian Domenico Callegari † (19 de octubre de 1676-octubre de 1722 falleció)
- Carlo Antonio Donadoni, O.F.M.Conv. † (12 de abril de 1723-7 de enero de 1756 falleció)
- Giovanni Calebotta † (16 de febrero de 1756-28 de febrero de 1759 falleció)
- Girolamo Bonacich † (13 de julio de 1759-20 de septiembre de 1762 falleció)
- Giovanni Pettani † (24 de enero de 1763-5 de febrero de 1767 renunció[3])
- Nicola Difnico † (1 de junio de 1767-28 de junio de 1783 falleció)
- Felice Venanzio Scotti † (20 de septiembre de 1784-13 de diciembre de 1795 falleció)
- Michele Spalatin † (27 de junio de 1796-13 de marzo de 1807 falleció)
  - Sede vacante (1807-1827)
- Filippo Domenico Bordini † (25 de junio de 1827-21 de febrero de 1839 nombrado obispo de Lesina)
- Luigi Pini † (8 de julio de 1839-17 de julio de 1844 nombrado arzobispo de Spalato)
- Giovanni Bercich † (16 de abril de 1846-28 de mayo de 1855 falleció)
- Pietro Alessandro Doimo Maupas † (20 de diciembre de 1855-21 de mayo de 1862 nombrado arzobispo de Zadar)
- Giovanni Zaffron † (28 de septiembre de 1863- 29 de julio de 1872 nombrado obispo de Ragusa de Dalmacia)
  - Sede vacante (1872-1876)
- Antonio Innocente Giuseppe Fosco † (7 de abril de 1876-25 de mayo de 1894 falleció)
- Matteo Zannoni † (18 de marzo de 1895-25 de abril de 1903 falleció)
- Vinko Pulišić † (9 de noviembre de 1903-16 de junio de 1910 nombrado arzobispo de Zadar)
- Luca Pappafava, O.F.M.Conv. † (27 de noviembre de 1911-14 de septiembre de 1918 nombrado obispo de Lesina-Brazza-Lissa)
  - Sede vacante (1918-1922)
- Girolamo Maria Mileta † (14 de febrero de 1922-23 de noviembre de 1947 falleció)
  - Sede vacante (1947-1961)
- Ćiril Banić † (1961-3 de febrero de 1961 falleció)
- Josip Arnerić † (17 de julio de 1961-5 de febrero de 1986 retirado)
- Anton Tamarut † (5 de febrero de 1986-4 de diciembre de 1987 nombrado arzobispo coadjutor de Fiume-Segna)
- Srećko Badurina, T.O.R. † (4 de diciembre de 1987-17 de septiembre de 1996 falleció)
- Ante Ivas (5 de febrero de 1997-3 de junio de 2016 retirado)
- Tomislav Rogić, desde el 3 de junio de 2016